# Canton de Champagney
Le canton de Champagney est un ancien canton français situé dans le département de la Haute-Saône et la région Franche-Comté.

## Géographie
Ce canton était organisé autour de Champagney dans l'arrondissement de Lure. Son altitude variait de 305 m (Clairegoutte) à 1 215 m (Plancher-les-Mines) pour une altitude moyenne de 405 m.

## Administration

### Conseillers généraux de 1833 à 2015
| Période | Période          | Identité                         | Étiquette              | Qualité |
| ------- | ---------------- | -------------------------------- | ---------------------- | --- |
| 1833    | 1861             | Honoré Desloye                   | Droite                 | Manufacturier Juge de paix - Maire de Plancher-Bas                                                                                                |
| 1861    | 1867             | Comte Félix Théodule de Grammont | Droite                 | Ancien officier de cavalerie Maître de forges à Villersexel                                                                                       |
| 1867    | 1877             | Émile Desloye                    | Droite                 | Manufacturier - Maire de Plancher-Bas |
| 1877    | 1889             | Charles Baïhaut                  | Républicain            | Propriétaire à Mollans Député (1877-1893)- Ministre                                                                                               |
| 1889    | 1892 (décès)     | Émile Desloye                    | Droite                 | Manufacturier à Plancher-Bas |
| 1892    | 1893 (démission) | Charles Baïhaut                  | Républicain            | Propriétaire à Mollans Député (1877-1893)- Ministre                                                                                               |
| 1893    | 1919             | Ernest Peroz                     | Rad.                   | Négociant à Plancher-Bas |
| 1919    | 1925             | Charles Mathey                   | Rad.                   | Conseiller d'arrondissement, maire de Plancher-les-Mines                                                                                          |
| 1925    | 1928 (décès)     | Jean Lagelée                     | SFIO                   | Mineur, maire de Ronchamp, conseiller d'arrondissement                                                                                            |
| 1929    | 1931             | Jules Chapuis                    | Rad.                   | Industriel - Maire de Plancher-Bas (1925-1938) |
| 1931    | 1937             | Jules-Constant Malblanc          | SFIO                   | Cultivateur Maire de Frahier, conseiller d'arrondissement                                                                                         |
| 1937    | 1940             | Ludovic-Oscar Frossard           | USR                    | Instituteur puis journaliste Maire de Ronchamp (1945-1971) Député de la Martinique puis de Haute-Saône (1928-1940) Ministre (janvier à mars 1938) |
|         |                  |                                  |                        | |
| 1943    | 1945             | Charles Henri Laurent            |                        | Industriel Maire de Plancher-les-Mines Membre de la Commission administrative départementale (1941-1943) Nommé conseiller départemental en 1943   |
|         |                  |                                  |                        | |
| 1945    | 1972 (décès)     | Alphonse Pheulpin                | SFIO puis DVG puis PSU | Délégué mineur Maire de Ronchamp, ancien conseiller d'arrondissement                                                                              |
| 1972    | 1985             | Eugène Coppey (1909-1992)        | DVG puis MRG           | Instituteur Maire de Champagney (1968-1989) |
| 1985    | 2004             | Hubert Guerrin                   | PCF                    | Instituteur Maire de Plancher-Bas (1977-1983) |
| 2004    | 2015             | Gérard Poivey                    | PRG                    | Cultivateur Maire de Champagney (1989-2015) Vice-Président du Conseil Général                                                                     |

### Conseillers d'arrondissement (de 1833 à 1940)
| Période                                  | Période          | Identité                | Étiquette     | Qualité |
| ---------------------------------------- | ---------------- | ----------------------- | ------------- | --- |
| 1833                                     | 1845             | Thiébaud Ballay         |               | Négociant à Plancher-Bas                                                                                    |
| 1845                                     | 1848             | M. Ruffier              |               | Marchand de vins en gros au Ban-de-Champagney                                                               |
|                                          |                  |                         |               | |
| 1922                                     | 1925             | Jean Lagelée            | SFIO          | Mineur, conseiller municipal de Ronchamp                                                                    |
| septembre 1925                           | 1930 (démission) | Henri Roth (1892-1983)  | SFIO          | Négociant-ferrailleur, maire de Champagney (1929)                                                           |
| 1930                                     | 1931             | Jules-Constant Malblanc | SFIO          | Cultivateur, maire de Frahier                                                                               |
| 19 novembre 1931                         | 1940             | Alphonse Pheulpin       | SFIO puis USR | Délégué mineur, adjoint au maire de Ronchamp                                                                |
| 1940                                     |                  |                         |               | Les conseils d'arrondissement ont été suspendus par la loi du 12 octobre 1940 et n'ont jamais été réactivés |
| Les données manquantes sont à compléter. |                  |                         |               | |

## Composition
| Fresne Scey Dampierre Champlitte Champagney Faucogney Lux St-Sauveur Mélisey Rioz Marnay Gy Autrey Gray Montbozon Saulx Port-s-Saône Combeauf. Vitrey Jussey Vauvillers St-Loup Amance Lure-Nord Lure-Sud Villersexel V.E. V.O. Noroy H.O. H.E. Pesmes |

Le canton de Champagney groupe 9 communes et compte 12 035 habitants (recensement de 2010, population municipale).
| Nom                    | Code Insee | Intercommunalité      | Population (dernière pop. légale) |
| ---------------------- | ---------- | --------------------- | --------------------------------- |
| Champagney (chef-lieu) | 70120      | CC Rahin et Chérimont | 3 797 (2014)                      |
| Clairegoutte           | 70157      | CC Rahin et Chérimont | 390 (2014)                        |
| Échavanne              | 70205      | CC Rahin et Chérimont | 204 (2014)                        |
| Errevet                | 70215      | CC Rahin et Chérimont | 251 (2014)                        |
| Frahier-et-Chatebier   | 70248      | CC Rahin et Chérimont | 1 343 (2014)                      |
| Frédéric-Fontaine      | 70254      | CC Rahin et Chérimont | 260 (2014)                        |
| Plancher-Bas           | 70413      | CC Rahin et Chérimont | 1 966 (2014)                      |
| Plancher-les-Mines     | 70414      | CC Rahin et Chérimont | 1 010 (2014)                      |
| Ronchamp               | 70451      | CC Rahin et Chérimont | 2 847 (2014)                      |

## Démographie
| 1962   | 1968   | 1975   | 1982   | 1990   | 1999   | 2006   | 2011   | 2012   |
| ------ | ------ | ------ | ------ | ------ | ------ | ------ | ------ | ------ |
| 10 248 | 10 187 | 10 415 | 11 212 | 11 205 | 11 064 | 11 596 | 12 122 | 12 161 |